# Raquel Oliveira
Raquel Aguiar Cardoso de Oliveira (12 de janeiro de 1980) é uma bioquímica portuguesa.

## Carreira científica
Raquel Oliveira licenciou-se em bioquímica pela Faculdade de Ciências da Universidade do Porto em 2002, e em 2003 fez o Programa Doutoral em Biologia Experimental e Biomedicina no Centro de Neurociências e Biologia Celular da Universidade de Coimbra. Em 4 de Maio de 2007, concluiu o doutoramento em bioquímica (Biologia Molecular) pela Faculdade de Ciências e Tecnologia da Universidade de Coimbra.
Trabalha no Instituto Gulbenkian de Ciência (IGC) desde Julho de 2012.

## Prémios
- Prémio de Instalação pela Organização Europeia de Biologia Molecular (EMBO)[3].
- Prémio Revelação D. Antónia Adelaide Ferreira (2015)